# Robert von Greim
Robert von Greim (från 1918 Ritter von Greim), född 22 juni 1892 i Bayreuth, död 24 maj 1945 i Salzburg, var en tysk flygmilitär; generalfältmarskalk. von Greim var chef för Luftwaffe (Oberbefehlshaber der Luftwaffe) från den 27 april till den 8 maj 1945. Han utsågs till Hermann Görings efterträdare, då denne hade fallit i onåd hos Adolf Hitler. Den 24 maj begick von Greim självmord med orden "Jag är chef för Luftwaffe, men jag har inget Luftwaffe."

## Biografi

### Andra världskrigets slutskede
Efter att Adolf Hitler hade avskedat Hermann Göring som chef för Luftwaffe utnämnde han von Greim till dennes efterträdare. von Greim lämnade Berlin den 29 april 1945 och flög till Plön för att där konferera med storamiral Karl Dönitz, som hade utnämnts till överbefälhavare för Wehrmacht i norra Tyskland. Kort därefter for von Greim till södra Tyskland, där han greps av amerikanska soldater och fördes till Salzburg. von Greim fruktade att han skulle utlämnas till Sovjetunionen och begick den 24 maj 1945 självmord genom att inta gift.

## Befordringshistorik
| Datum            | Tjänstegrad         |
| ---------------- | ------------------- |
| 7 januari 1912   | Fänrik              |
| 25 oktober 1913  | Löjtnant            |
| 17 januari 1917  | Överlöjtnant        |
| 15 februari 1921 | Kapten              |
| 1 januari 1934   | Major               |
| 1 september 1935 | Överstelöjtnant     |
| 20 april 1936    | Överste             |
| 1 februari 1938  | Generalmajor        |
| 1 januari 1940   | Generallöjtnant     |
| 19 juli 1940     | General             |
| 16 februari 1943 | Generalöverste      |
| 25 april 1945    | Generalfältmarskalk |

## Utmärkelser
Robert von Greims utmärkelser
- Pour le Mérite: 14 oktober 1918
- Riddarkorset av Järnkorset med eklöv och svärd
  - Riddarkorset: 24 juni 1940
  - Eklöv: 2 april 1943
  - Svärd: 28 augusti 1944
- Max-Josefsordens riddarkors: 23 oktober 1918
- Hohenzollerska husordens riddarkors med svärd: 29 april 1918
- Järnkorset av andra klassen: 26 november 1914
- Järnkorset av första klassen: 10 oktober 1915
- Bayerska militärförtjänstorden av fjärde klassen med svärd: april 1915
- Bayerska flygobservatörsmärket
- Bayerska pilotmärket
- Bayerska militärförtjänstorden av fjärde klassen med svärd och krona: 18 maj 1917
- Ärekorset
- Wehrmachts tjänsteutmärkelse av fjärde och tredje klassen
- Pilot- och observatörsmärket i guld med diamanter: 17 april 1945
- Tilläggsspänne till Järnkorset av andra klassen
- Tilläggsspänne till Järnkorset av andra klassen
- Omnämnd i Wehrmachtbericht: 20 juni 1940, 22 november 1941, 19 januari 1942, 3 september 1943, 9 september 1944 och 31 oktober 1944